# Młodzież Wielkiej Polski

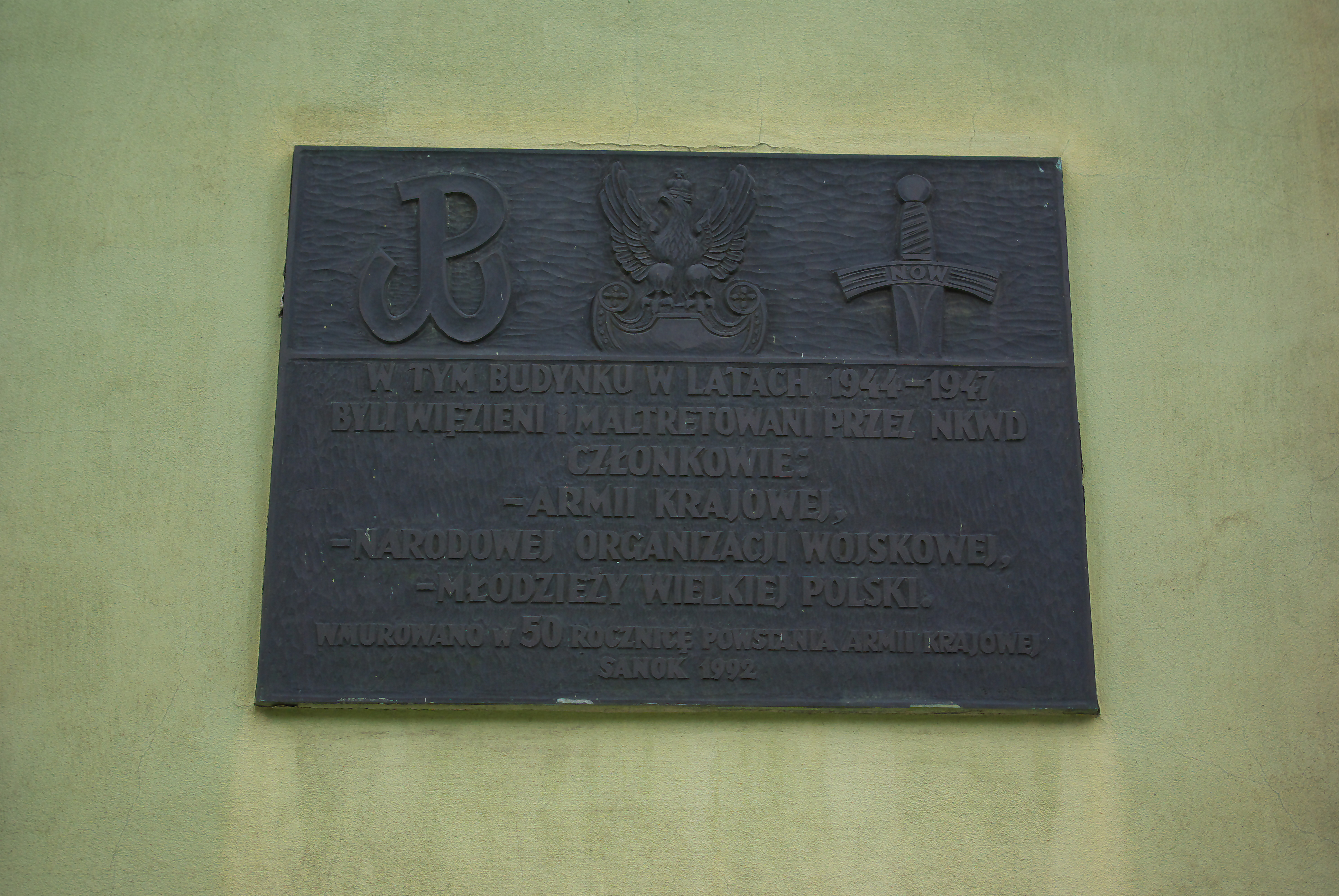
Tablica upamiętniająca członków AK, NOW i MWP na budynku byłego więzienia NKWD w Sanoku

Młodzież Wielkiej Polski – organizacja młodzieżowa Obozu Narodowego okresu międzywojnia. 
MWP została założona w 1932 roku, terenem jej działalności były szkoły średnie. Po wybuchu II wojny światowej jej działacze podjęli walkę z okupantami. Na początku 1945 roku reaktywowana w antykomunistycznej konspiracji. Rozbita przez UB w 1946.
Grupa Młodzieży Wielkiej Polski związana z Narodowo-Ludową Organizacją Wojskową teoretycznie była odrębną organizacją występującą pod własną nazwą. Praktycznie stanowiła ona część składową NLOW i samodzielnej, na zewnątrz widocznej działalności nie prowadziła. Większość jej członków należała zarazem do wspólnej dla obydwu odłamów Stronnictwa Narodowego wojskowej organizacji konspiracyjnej - Narodowej Organizacji Wojskowej. Spośród przedwojennego kierownictwa MWP znajdowali się Jerzy Grabowski, Tadeusz Łabędzki i Tadeusz Zawadziński.